# Synoecha
Synoecha is een geslacht van vlinders uit de onderfamilie Smerinthinae van de familie pijlstaarten (Sphingidae).

## Soorten
- Synoecha marmorata (Lucas, 1891)